# Кумбе-Майо
Кумбе-Майо — акведук в 20 км к юго-западу от перуанского города Кахамарка на высоте около 3,3 км над уровнем моря. Здесь находятся руины акведука, сооружённого ещё до возникновения Империи инков, длиной около 8 км. Акведук собирал воды из Атлантического водораздела и перенаправлял их в сторону Тихого океана. Предполагается, что акведук был сооружён около 1500 года до н. э. и ранее считался древнейшим человеческим сооружением на территории Южной Америки.
Название Кумбе-Майо происходит от выражения на языке кечуа kumpi mayu, что означает «хорошо сделанный водный канал», или же от humpi mayo, что означает «тонкая река». И на акведуке, и на окружающих пещерах обнаружены петроглифы.
Здесь же находится известный туристический памятник — «каменный лес» из вулканических камней, деформированных эрозией. За свою форму это место также носит альтернативное название — «Каменные монахи».